# Warped Tour 2006 Tour Compilation
Warped Tour 2006 Tour Compilation è la nona compilation del Warped Tour, pubblicata il 6 giugno 2006.
La copertina mostra il bassista e cantante Mike Herrera dei MxPx fotografato durante il Warped Tour 2005.

## Tracce

### Disco 1
1. Saves the Day – The End – 1:53
2. Underoath – Moving for the Sake of Motion – 3:11
3. Matchbook Romance – My Mannequin Can Dance – 3:53
4. NOFX – Wolves in Wolves' Clothing – 1:57
5. Flogging Molly – Laura – 4:13
6. Joan Jett – Five – 4:09
7. Riverboat Gamblers – Don't Bury Me....I'm Still Not Dead – 2:36
8. Armor for Sleep – Remember to Feel Real – 3:20
9. Helmet – Bury Me – 4:20
10. Gogol Bordello – Not a Crime – 3:51
11. Matches – My Soft and Deep – 3:37
12. Moneen – If Tragedy's Appealing, then Disaster's an Addiction – 3:19
13. Chiodos – The Words "Best Friend" Become Redefined – 3:32
14. American Eyes – The Girl with the Broken Heart (By the Way) – 2:48
15. Valient Thor – Sticks and Stones – 3:36
16. Somerset – Rhyme Over Reason – 2:36
17. Protest the Hero – Heretics & Killers – 3:08
18. I Am Ghost – We Are Always Searching – 3:28
19. VCR – Do You Wanna Triumph – 2:05
20. All Time Low – Coffee Shop Soundtrack – 3:00
21. So They Say – Antidote for Irony – 3:24
22. Maxeen – Block out the World – 3:04
23. Time Again – Black Night – 3:14
24. Slightly Stoopid – Nothin Over Me – 1:19
25. Eight Fingers Down – Everything – 2:25

Durata totale: 77:58

### Disco 2
1. Anti-Flag – No Future – 2:36
2. The Casualties – Under Attack – 2:41
3. From First to Last – The Levy – 3:42
4. Relient K – Which to Bury, Us or the Hatchet – 4:12
5. Rise Against – Everchanging Acoustic – 4:20
6. Motion City Soundtrack – When You're Around – 2:50
7. Against Me! – From Her Lips to God's Ears – 2:39
8. Bouncing Souls – Midnight Mile – 2:49
9. Bedouin Soundclash – Rude Boy Don't Cry – 2:53
10. The Academy Is... – The Phrase That Pays – 3:16
11. Zox – Thirsty – 2:34
12. Hellogoodbye – All Time Low's – 2:44
13. Love Equals Death – Bombs Over Brooklyn – 3:23
14. Paramore – Emergency – 3:57
15. Vanna – A Dead Language for a Dying Lady – 4:12
16. Crash Romeo – Actions Not Words – 2:51
17. Good Riddance – Shame – 1:47
18. Escape the Fate – The Ransom – 3:50
19. Every Time I Die – The New Black – 2:51
20. Royden – Broken Star Satellite – 2:30
21. The Scotch Greens – Professional – 2:44
22. Roses Are Red – Failing – 2:54
23. Banner – Venom and Hope – 2:18
24. Expendables – Set Me Off – 2:43
25. Kung Fu Monkeys – Short Fuse – 1:46
26. Sunstreak – Good Looks, Bad Intentions – 3:21

Durata totale: 78:23

## Classifiche
| Classifica (2006)         | Posizione massima |
| ------------------------- | ----------------- |
| Stati Uniti               | 27                |
| Stati Uniti (independent) | 1                 |